# Александър V Македонски
Александър V (на старогръцки: Ἀλέξανδρος Ε' ὁ Μακεδών; на латински: Alexander V; † 294 г. пр. Хр.) е третият син на македонския цар Касандър и Тесалоника, полусестра на Александър Велики. През 297 г. пр. Хр.|297]] – 294 г. пр. Хр. той е заедно с неговия брат Антипатър I цар на Древна Македония.
Понеже Антипатър се стреми да управлява сам, сваля Александър през 294 г. пр. Хр. Александър извиква на помощ Пир от Епир и Деметрий I Полиоркет. За желаната помощ Пир желае брега на Македония, Акарнания и Амфилохия. Пир накарва Антипатър, да даде управлението на Александър, за което получава обещаната награда и напуска Македония. След това Деметрий пристига в Македония. Александър се страхувал за трона си и решава да го убие по време на един банкет. Това не се случва, понеже Деметрий бил предпазлив. На другия ден Александър изпратил Деметрий до Лариса в Тесалия. При едно общо хранене в Лариса Деметрий нарежда да убият Александър и така взел трона на Македония.